# Monte Belo (montanha)
Monte Belo é uma pequena montanha situada na cidade de Pé de Serra, no estado da Bahia. Nela está localizada uma pequena capela, uma das mais antigas da cidade. O local é um dos pontos turísticos pe-de-serrense.